# Maccabeus cirratus
Espèce
Synonymes
- Chaetostephanus cirratus
Malakhov, 1979

Maccabeus cirratus est une espèce de vers marins de l'embranchement des Priapulida de la Mer d'Andaman dans l'océan Indien.